# Melanthium
Genre
Classification APG III (2009)
Melanthium est un genre de plantes de la famille des liliacées.

## Liste d'espèces
Selon ITIS :
- Melanthium latifolium Desr.
- Melanthium parviflorum (Michx.) S. Wats.
- Melanthium virginicum L.
- Melanthium woodii (J.W. Robbins ex Wood) Bodkin